# Библиография Евгения Додолева

Библиография Евгения Додолева. Значительная часть материала была написана в период 2009—2012, а затем лишь готовилась к изданию (книги выпускаются мини-сериями). Пишет Додолев о тех, кого «знал и знает лично». Рецензенты отмечали, что для книг этого журналиста характеры «амбивалентность и желание автора остаться „над схваткой“» и регулярные отступления от канвы повествования, которые «сам Додолев называет „ложноножками“» и что публицистика здесь превращается «в художественную литературу, а не наоборот».
Кирилл Разлогов заметил, что книги этого автора «напоминают коллажи». Антон Антонов-Овсеенко утверждает (с точки зрения филолога), что журналист «учредил новый, вполне эксклюзивный жанр художественно-публицистической беллетристики».

## Книги по издательствам
| Название                                            | Обложка /иллюстрация | Годы выпуска | Издательство                    | Примечания |
| --------------------------------------------------- | -------------------- | ------------ | ------------------------------- | --- |
| «Процессы. Гласность и мафия, противостояния»       |                      | 1989         | «Молодая гвардия»               | Предисловие написал Главный военный прокурор СССР Александр Катусёв. Тираж 50 000 экземпляров. ISBN 5-235-00980-0. |
| «Пирамида-1»                                        |                      | 1990         | АПС                             | В соавторстве с Тельманом Гдляном. Лен Карпинский отмечал, что это первая в СССР книга о советской коррупции. Тираж первого выпуска 100 000 экземпляров, тираж второго выпуска 150 000 экземпляров. ISBN 5-7260-0193-1. |
| «Ма́фия времён беззако́ния»                           |                      | 1991         | Издательство АН Армении         | В соавторстве с Тельманом Гдляном. Тираж первого выпуска 200 000 экземпляров, тираж второго выпуска 100 000 экземпляров. ISBN 978-5-8079-0222-1. |
| «Les Coulisses du Kremlin»                          |                      | 1992         | Mercure de France               | В соавторстве с французским журналистом Франсуа Маро; книга переиздавалась вплоть до 1999 года. Консультировал соавторов полковник КГБ, заместитель председателя Всесоюзного агентства по авторским правам Василий Ситников. ISBN 2-7152-1749-8. |
| «Их Кремль»                                         |                      | 1992         | ИПК «Московская правда»         | В соавторстве с Андреем Ванденко. Тираж 50 000 экземпляров. В сборнике представлены активные участники постперестроечной политики: - Виктор Алкснис - Владимир Жириновский - Виталий Коротич - Альберт Макашов - Сажи Умалатова и другие. |
| «Три слоя помады»                                   |                      | 1992         | Издательский дом «Новый Взгляд» | Тираж 12 500 экземпляров. Сборник очерков об «испытателях жизни и смерти», знаменитых женщинах XX столетия, где рассмотрена дихотомия Мерилин Монро и Эвиты Перон и собраны высказывания звёзд о распаде СССР. |
| «Преступление: русский вариант»                     |                      | 1993         | ИПК «Московская правда»         | Репортажи о громких уголовных делах конца 80-х-начала 90-х. Тираж 50 000 экземпляров. |
| «Мессии. Мифологизация религиозных вождей»          |                      | 1993         | ИПК «Московская правда»         | В соавторстве с Мариной Леско. В книге модифицирована классификация капиталов Пьера Бурдьё. Тираж 5000 экземпляров. |
| «Вещий генерал или Исповедь генерала Калугина»      |                      | 1993         | Издательский дом «Новый Взгляд» | Сборник эссе об отставном генерале КГБ СССР Олеге Калугине. Валерий Аграновский говорил, что эта книга «совершеннейшим образом изменила [его] представление о роли КГБ в перестроечных процессах». Тираж 10 000 экземпляров. |
| «Битлы перестройки»                                 |                      | 2011         | «Зебра Е»                       | Мемуары о телепередаче «Взгляд» и Константине Эрнсте. Три издания. Предисловие Михаила Леонтьева, который заявил: Это книга о журналистике. Через историю легендарного «Взгляда» и взгляд самих участников на эту историю. ISBN 5-94663-301-7, ISBN 978-5-94663-301-7, ISBN 978-5-470-00172-6. |
| «Влад Листьев. Пристрастный реквием»                |                      | 2011         | «Зебра Е»                       | О неизвестных фактах биографии Владислава Листьева. Предисловие Кирилла Разлогова. ISBN 978-5-905629-27-3. |
| «Лимониана, или Неизвестный Лимонов»                |                      | 2012         | Издательский дом «Новый Взгляд» | Книга называется рецензентами как «воистину редакторское произведение» (отмечено, что книга во многом состоит из «забытых» произведений Лимонова). ISBN 978-5-905629-29-7. |
| «Красная дюжина. Крах СССР: они были против»        |                      | 2012         | «Зебра Е»                       | В предисловии Михаил Леонтьев высказался о героях книги (членах ГКЧП): «Самое показательное — контраст между масштабом события и масштабом личностей». «Парламентская газета» отмечала, что эта работа «представляет интерес… как исследование нравов отечественного истеблишмента». ISBN 978-5-470-00173-3 |
| «Семь скандалов нашего ТВ»                          |                      | 2012         | Издательский дом «Новый Взгляд» | Описано семь скандальных историй из летописи постперестроечной телеиндустрии, которые, по утверждению автора, «обсуждались не только в российской прессе, но и зарубежными телевизионщиками» (с 1990 по 2011 годы). |
| «Александр Градский. The Голос»                     |                      | 2013         | «Рипол-классик»                 | Первая книга об Александре Градском. В книге воспроизведена «не вполне хрестоматийная трактовка карьерного взлёта» Александра Градского, публикуются очерки героя и «даётся слово его родным и близким», рассказано об участии певца в проекте «Голос». Серия «Хронограф». ISBN 978-5-386-05582-0 |
| «Политковский. Человек в кепке»                     |                      | 2013         | Издательский дом «Новый Взгляд» | О семье Александра и Анны Политковских. Книга основана на серии бесед с героем произведения и его коллегами. |
| «Галина Брежнева. Жизнь советской принцессы»        |                      | 2013         | «Зебра Е»                       | О семье Брежневых. Книга основана на материалах закрытого уголовного дела. Биография героини подана «в контексте рассвета и заката пышного брежневского правления». ISBN 978-5-470-00173-3 |
| «Дело Галины Брежневой. Бриллианты для принцессы»   |                      | 2013         | «Алгоритм»                      | Неформальная биография Галины Брежневой и её отца. ISBN 978-5-4438-0405-7 |
| «The Взгляд»                                        |                      | 2013         | «Алгоритм»                      | Неизвестные факты из биографии Ивана Демидова и других «взглядовцев». Предисловие Николая Гульбинского, послесловие Игоря Воеводина. ISBN 978-5-4438-0344-9. |
| «Береzovский, разобранный по буквам»                |                      | 2013         | «Прогресс»                      | Политическая биография Бориса Березовского, вышедшая «за три недели до похорон персонажа повествования»; при этом рецензенты отмечали: автор, «как в постмодернистском романе, не следует строгому хронологическому порядку вещей». Серия «Хронограф». ISBN 978-5-01-004821-1. |
| «Неистовый Лимонов. Большой поход на Кремль»        |                      | 2013         | «Алгоритм»                      | Политическая биография Лимонова, выпущенная к 70-летнему юбилею писателя. Серия: «Кремлёвский диггер». ISBN 978-5-4438-0260-2. |
| «24 кадра ПРАВДЫ pro кино»                          |                      | 2014         | «Олма медиа групп»              | Беседы автора с российскими кинематографистами, гостями авторской программы «Правда-24» («Москва 24»). Тираж 3000 экземпляров. Серия: «24 кадра ПРАВДЫ pro…». ISBN 978-5-373-06125-4. |
| «Времени машины»                                    |                      | 2014         | «Олма медиа групп»              | Книга о группе «Машина времени», выпущенная к 45-летнему юбилею коллектива. Издательство анонсировало книгу как «самую ожидаемую новинку апреля», на 15 мая 2014 года в магазине «Молодая гвардия» была назначена презентация, однако релиз состоялся лишь в июне, по словам автора из-за «саботажа со стороны простых людей, которые ставят знак равенства между историей группы и некоторыми заявлениями» Андрея Макаревича. Серия: «Культурный знак». ISBN 978-5-373-06167-4. |
| «24 кадра ПРАВДЫ pro женские истории»               |                      | 2014         | «Олма медиа групп»              | В основе издания — ряд ТВ-бесед автора с мировыми знаменитостями, гостями авторской программы «Правда-24» (Патрисия Каас, Ванесса Мэй, Кейко Мацуи и проч.). Тираж 3000 экземпляров. Серия: «24 кадра ПРАВДЫ pro…». ISBN 978-5-373-06074-5. |
| «Казус Рудинштейна или последняя ошибка продюсера»  |                      | 2014         | «Олма медиа групп»              | Книга о продюсере Марке Рудинштейне и фестивале «Кинотавр». Серия: «Культурный знак». ISBN 978-5-373-06772-0. |
| «Лиsтьев. Поле чудес в стране дураков»              |                      | 2014         | «Рипол-классик»                 | О малоизвестных фактах биографии Влада Листьева и его телевизионных проектах. Серия «Хронограф». Тираж 25 000 экземпляров. ISBN 978-5-386-05813-5. |
| «Девица Ноvoдворская. Последняя весталка революции» |                      | 2014         | «Рипол-классик»                 | В издании повествуется о конфликтах Валерии Новодворской со столичной прокуратурой и городским управлением КГБ, которое возглавлял Евгений Савостьянов. Серия «Хронограф». ISBN 978-5-386-07861-4. |
| «Березовский умер. Да здравствует Березовский!»     |                      | 2014         | «Эксмо»                         | Записки о Борисе Березовском, в которых он препарирован не как бизнесмен и политик, а как владелец нескольких СМИ, «маститый олигарх, не очень умело игравший в газеты и каналы». Серия: «Тень Березовского». ISBN 978-5-699-68680-3. |
| «Легенды нашего рока»                               |                      | 2017         | «АСТ»                           | В издании, где отчасти описан и личный опыт автора, «немало пикантных историй об автоответчике Криса Кельми, любвеобильности Максима Капитановского и гедонизме Андрея Макаревича». Отар Кушанашвили в своей рецензии на книгу отметил: «Додолев весь состоит из дотошности и иронии, граничащей с сарказмом». Послесловие, по мнению рецензентов «можно расценивать как лекцию для молодежи». Рецензенты также отметили «хаотичность подачи» фактуры. ISBN 978-5-17-099548-6.   |
| «Мушкетёры перестройки. 30 лет спустя»              |                      | 2017         | «АСТ»                           | Записки приурочены к 30-летию программы «Взгляд». Для книги автор попросил создателей проекта, таких как Кира Прошутинская, и нынешних звёзд российского ТВ дать ретроспективную оценку знаменитой программы. О своём видении проекта рассказали также профессиональные телекритики. ISBN 978-5-17-105662-9. |
| «Рамзан Кадыров, „Важная персона“»                  |                      | 2019         | Ridero                          | Записки на основе авторского ТВ-интервью с лидером Чечни Рамзаном Кадыровым. ISBN 978-5-00-504764-9 |
| «Александр Градский. Гранд российской музыки»       |                      | 2019         | «АСТ»                           | Выход книги приурочен к юбилею Александра Градского. ISBN 978-5-17-105662-9. |
| «Свой Кобзон»                                       |                      | 2019         | Ridero                          | «В основу „пристрастных заметок медиаидеолога“ легло последнее интервью Иосифа Кобзона, записанное для авторской программы Евгения Додолева „Семейный альбом“ (телеканал „Россия“) за год до кончины певца». ISBN 978-5-00-502310-0 |
| «Машина времени. Юбилейное издание»                 |                      | 2019         | «АСТ»                           | Выход книги приурочен к полувековому юбилею «Машины времени». Уточнён ряд биографических фактов. Предисловие Андрея Макаревича. ISBN 978-5-17-109333-4 |
| «Анатолий Кучерена. Адвокат и бренд»                |                      | 2020         | Ridero                          | В соавторстве с Мариной Леско. «Авторам много раз доводилось записывать интервью с прославленным юристом, они собрали некоторые расшифровки под этой обложкой и считают необходимым уточнить, что здесь не подобие биографии из серии ЖЗЛ, но всего лишь штрихи к портрету». ISBN 978-5-00-512624-5 |
| «Журналюга»                                         |                      | 2020         | Ridero                          | Антиучебник. Автор делится «пристрастными наблюдениями за коллегами и своими ироничными заветами» ISBN 978-5-4498-4343-2 |
| «Михаил Ефремов. Последняя роль»                    |                      | 2021         | «АСТ»                           | Диалоги автора с актёром Михаилом Ефремовым и его ближайшим окружением: друзьями, коллегами и родными. Предисловие Михаила Леонтьева Автор отказался от гонорара за книгу. Книга содержит нецензурную лексику. ISBN 978-5-17-134738-3 |

## Процессы. Гласность и мафия, противостояния
«Процессы. Гласность и мафия, противостояния» — сборник публицистических статей советских публицистов, известных в 80-е годы журналистов и юристов. В работе над книгой принимали участие журналист Юрий Щекочихин и Главный Военный Прокурор СССР Александр Катусев. Тираж — 50 000 экземпляров.
Весной 1989 года издательство «Молодая гвардия» предложила ТВ-ведущему программы «Взгляд» Евгению Додолеву написать книгу о «Деле Чурбанова». Вместе с Тельманом Гдляном, главой следственной бригады Генпрокуратуры СССР, занимавшейся т. н. «узбекским делом», журналист уже работал над сериалом из трёх книг под условным названием «Кремльгейт».
Издательство заключило договор с авторским тандемом Гдлян-Додолев о выпуске историко-документальной повести «Московское дело или Пирамида-2». Первая из книг трилогии («Пирамида-1») была подготовлена к выпуску издательством «Юридическая литература». Однако власти воспрепятствовали выходу разоблачений.
Авансы издательств были списаны, работа приостановлена, набор рассыпан. В 1990 году фрагменты рукописи «Московское дело или Пирамида-2» вошли в книгу «Мафия времён беззакония», а эпизод, связанный с устранением министра внутренних дел Николая Щёлкова, был опубликован газетой «Комсомольская правда» только в 2012 году.
Занимательная фактура следствия (протоколы допросов, отчёты криминалистов, фото-репортажи) перемежались характерными для периода Перестройки публицистическими пассажами разоблачительного толка, достаточно заурядными, хотя и нелишенными художественных изысков и любопытных метафор.
В качестве своего рода компенсации издательство предложило Додолеву выпустить сборник его статей. Во время работы над книгой родилась идея опубликовать под условным названием «Процессы» работы нескольких авторов на аналогичную тематику. Тематику борьбы с партийной коррупцией и пресловутыми привилегиями.
Пафос и резюме были для того времени радикальными и — в системе координат советской цензуры, — сенсационно-экстремистскими:

Нам обещали: к восьмидесятым годам построим коммунизм. Чиновники стали актёрами и сорежиссёрами всесоюзного обмана. С одной стороны, заботливо делался вид, что неприкосновенный престиж центра железобетонно незыблем и многострадальная партия в глазах ещё более многострадального народа по-прежнему являет собой «ум, честь и совесть нашей эпохи». С другой стороны, по соответствующим каналам, наверх шла бессовестная карамельная дезинформация (охватывающая все аспекты жизни — от чисто хозяйственных до идеологических), то есть пресловутый аппарат методично занимался грандиозным самообманом.

Для проекта «Процессы. Гласность и мафия, противостояние» написали статьи популярные в ту пору авторы:
- Александр Гуров
- Лариса Кислинская
- Дмитрий Лиханов
- Юрий Щекочихин
- Тельман Гдлян
- Леонид Милош

Предисловие написал заместитель Генерального прокурора СССР Александр Катусев:

Не случайно название этой книги — «Процессы». Дело не только в том, что громкие судебные процессы последних лет стали отправными точками написания заметок и очерков… Объединяет материалы прежде всего то, что они пристрастно иллюстрируют и в совокупности по-своему объясняют тайную механику процессов социальных и нравственных.

В книгу вошли очерки о самых знаменательных коррупционных расследованиях постбрежневской эпохи («трегубовское дело», «чурбановский сериал», etc.).

## Соавторство с Тельманом Гдляном
В начале 90-х опубликовал несколько книг, в том числе и в соавторстве с Тельманом Гдляном («Пирамида-1», «Мафия времён беззакония», «Кремлёвское дело»).
Все книги были переведены и напечатаны в США.
Первая из книг трилогии была в течение семи месяцев подготовлена к выпуску издательством «Юридическая литература» весной 1989 года, однако партийные органы категорически воспрепятствовали выходу разоблачений. Через год соавторский труд (со значительными купюрами) выпустило в свет издательство АПС.

## Раритеты
Несколько книг свет так и не увидели: например, «Два лица Ильи Глазунова» (основана на выдержках из публикаций о Глазунове в советской прессе, материалах оперативно-розыскной работы МВД бывшего СССР и личных наблюдениях автора) и «Московское дело или Пирамида-2». Фрагменты неизданных манускриптов были опубликованы в газете «Московский комсомолец» и бюллетене «Совершенно секретно» (в 1989, 1990 и 1992 годах).